# ジョーンズ郡 (アイオワ州)
ジョーンズ郡（英: Jones County）は、アメリカ合衆国アイオワ州の東部に位置する郡である。2010年国勢調査での人口は20,638人であり、2000年の20,221人から2.1％増加した。郡庁所在地はアナモサ市（人口5,533人）であり、同郡で人口最大の都市でもある。ジョーンズ郡は1837年に設立され、郡名はアイオワ州選出初代アメリカ合衆国上院議員を務めたジョージ・W・ジョーンズに因んで名付けられた。
ジョーンズ郡はシーダーラピッズ大都市圏を構成する3郡の1つである。

## 歴史
ジョーンズ郡は1837年12月21日に設立され、郡名はアイオワ州選出初代アメリカ合衆国上院議員を務めたジョージ・ウォレス・ジョーンズに因んで名付けられた。

## 地理
アメリカ合衆国国勢調査局に拠れば、郡域全面積は576.70平方マイル (1,493.6 km2)であり、このうち陸地575.31平方マイル (1,490.0 km2)、水域は1.39平方マイル (3.6 km2)で水域率は0.24％である。

### 主要高規格道路

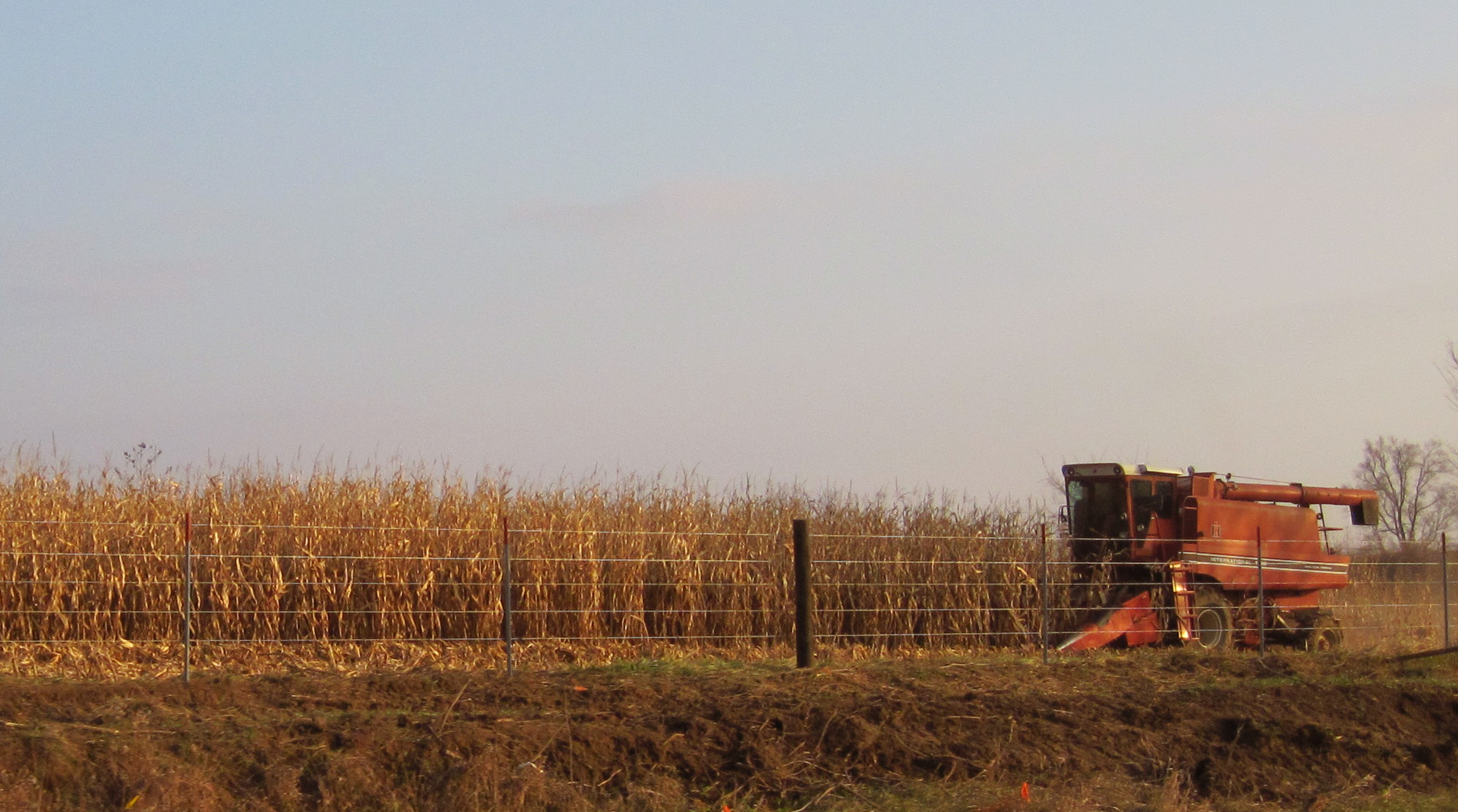
トウモロコシの収穫風景（2009年）

- アメリカ国道151号線
- アイオワ州道1号線
- アイオワ州道38号線
- アイオワ州道64号線
- アイオワ州道136号線

### 隣接する郡
- デラウェア郡 - 北西
- ダビューク郡 - 北東
- ジャクソン郡 - 東
- クリントン郡 - 南東
- シーダー郡 - 南
- リン郡 - 西

### 郡立公園
郡内にあるロックス郡立公園の景観
|  |  |  |  |

## 人口動態

### 2010年国勢調査
以下は2010年国勢調査による人口統計データである。
基礎データ
- 人口: 20,638人
- 人口密度: 14人/km2（36人/mi2）
- 住居数: 8,911軒
- 使用住居: 8,151軒[6]

### 2000年国勢調査

2000人口ピラミッド

以下は2000年国勢調査による人口統計データである。
| 基礎データ - 人口: 20,221人 - 世帯数: 7,560 世帯 - 家族数: 5,299 家族 - 人口密度: 14人/km2（35人/mi2） - 住居数: 8,126軒 - 住居密度: 5軒/km2（14軒/mi2） 人種別人口構成 - 白人: 96.68% - アフリカン・アメリカン: 1.79% - ネイティブ・アメリカン: 0.32% - アジア人: 0.22% - その他の人種: 0.23% - 混血: 0.78% - ヒスパニック・ラテン系: 1.05% 年齢別人口構成 - 18歳未満: 24.1% - 18-24歳: 7.9% - 25-44歳: 29.0% - 45-64歳: 23.3% - 65歳以上: 15.8% - 年齢の中央値: 38歳 - 性比（女性100人あたり男性の人口） - 総人口: 109.3 - 18歳以上: 111.6 | 世帯と家族（対世帯数） - 18歳未満の子供がいる: 31.0% - 結婚・同居している夫婦: 59.0% - 未婚・離婚・死別女性が世帯主: 7.9% - 非家族世帯: 29.9% - 単身世帯: 25.3% - 65歳以上の老人1人暮らし: 12.5% - 平均構成人数 - 世帯: 2.47人 - 家族: 2.95人 収入と家計 - 収入の中央値 - 世帯: 37,449米ドル - 家族: 44,269米ドル - 性別 - 男性: 31,039米ドル - 女性: 22,075米ドル - 人口1人あたり収入: 17,816米ドル - 貧困線以下 - 対人口: 8.6% - 対家族数: 6.2% - 18歳未満: 8.8% - 65歳以上: 10.2% |

## 都市と町

### 都市
| - アナモサ - 郡庁所在地 - カスケード - センタージャンクション - マーテル - モンティチェロ | - モーリー - オーリン - オンスロー - オクスフォードジャンクション - ワイオミング |

### 未編入の町
- フェアビュー
- ラングワーシー
- ストーンシティ

### 郡区
- キャス郡区
- キャッスルグローブ郡区
- クレイ郡区
- フェアビュー郡区
- グリーンフィールド郡区
- ヘイル郡区
- ジャクソン郡区
- ロベル郡区
- マディソン郡区
- モンティセロ郡区
- オックスフォード郡区
- リッチランド郡区
- ローマ郡区
- スコッチグローブ郡区
- ワシントン郡区
- ウェイン郡区
- ワイオミング郡区